# Cahal Daly
Cahal Brendan Daly (ur. 1 października 1917 w Loughguile, zm. 31 grudnia 2009 w Belfaście), irlandzki duchowny katolicki, arcybiskup Armagh i prymas całej Irlandii, kardynał.

## Życiorys
Kształcił się w szkole państwowej św. Patryka w Loughuile, w Kolegium Św. Malachiasza w Belfaście, w Queen's University i w seminarium narodowym w Belfaście. Przyjął święcenia kapłańskie 22 czerwca 1941, uzupełniał studia w Instytucie Katolickim w Paryżu. Był wykładowcą szeregu irlandzkich instytucji edukacyjnych, m.in. Queen's University w Belfaście. W latach 1962–1965 był asystentem kolejno Williama Philbina (biskupa Down i Connor) i kardynała Williama Conwaya (arcybiskupa Armagh) na Soborze Watykańskim II.
26 maja 1967 został mianowany biskupem Ardagh i Clonmacnoise, sakrę biskupią otrzymał 16 lipca 1967 z rąk kardynała Conwaya. Brał udział w wielu sesjach Światowego Synodu Biskupów w Watykanie. W sierpniu 1982 został przeniesiony na stolicę biskupią Down i Connor, a w listopadzie 1990 na stolicę arcybiskupią i prymasowską Armagh (zastąpił zmarłego kardynała Tomása Ó Fiaicha). W czerwcu 1991 Jan Paweł II wyniósł go do godności kardynalskiej, nadając tytuł prezbitera S. Patrizio.
Ze względu na podeszły wiek został zwolniony z obowiązków arcybiskupa Armagh w październiku 1996, rok później – wraz z ukończeniem 80. roku życia – utracił prawo udziału w konklawe. Arcybiskupstwo przejął po nim abp Seán Brady.